# Fitán
A fitán egy telített diterpenoid. Alkilszármazékai a fitanilok.
Fitanilszármazékok gyakran előfordulnak a termofil (magas hőmérsékleten élő) archeák (ősbaktériumok) sejtfalának foszfolipidjeiben.
Telített és egyszeresen telítetlen származékai több biológiailag fontos vegyületben megtalálhatók (klorofill, E-vitamin, K1-vitamin, fitol)
Demetilációval (egy szénatom elvesztésével) prisztán keletkezik belőle. A prisztán/fitán arányt a környezeti kőolajszennyezés biomarkerének tekintik.

## Fordítás
Ez a szócikk részben vagy egészben  a   Phytane című angol Wikipédia-szócikk fordításán alapul.  Az eredeti cikk szerkesztőit annak laptörténete sorolja fel. Ez a jelzés csupán a megfogalmazás eredetét és a szerzői jogokat jelzi, nem szolgál a cikkben szereplő információk forrásmegjelöléseként.